# Zoran Klemenčič (kolesar)
Zoran Klemenčič, slovenski kolesar, * 28. april 1976, Ljubljana.
Klemenčič je nekdanji profesionalni kolesar, ki je tekmoval za ekipe Vini Caldirola, Tenax in Adria Mobil med letoma 1999 in 2006. Na Dirki po Sloveniji 1996 je dosegel etapno zmago na zadnji 7. etapi dirke, leta 1997 pa na 7. etapi Dirki po Slovaški. Leta 1998 je prejel Bloudkovo plaketo za »tekmovalne dosežke v kolesarstvu – 1. mesto na EP za mlajše člane 1998« in dosegel etapno zmago na 8. etapi Dirki po Jugoslaviji. Leta 2001 je dosegel etapno zmago na prvi etapi dirke Istrska pomlad, leta 2003 pa na prologu in 3. etapi.